# Stephan Hentschel
Stephan Hentschel (* 1. Dezember 1981 in Riesa) ist ein deutscher Koch.

## Leben
Nach der Ausbildung in Ladbergen ging er 2001 nach Berlin.
2007 wurde er Küchenchef im neu gegründeten vegetarischen Restaurant Cookies Cream; am Anfang beriet ihn Michael Kempf. Im Guide Michelin 2018 wurde das Restaurant mit einem Stern ausgezeichnet.

„Unser Fokus liegt auf dem Gemüse, deshalb schränken wir uns auch bewusst ein und verzichten komplett auf Pasta, Reis und Tofu. Das Gemüse und die Kräuter behandeln wir aber auch wie in der Fleischküche: Wir grillen Gemüse, wir garen es im Salzteig, wir schmoren es im Ofen und beizen es auch.“

2023 verließ er das Cookies Cream.
Hentschel ist verheiratet.

## Auszeichnungen
- 2018–2023: Ein Michelin-Stern im Guide Michelin 2018 für das Restaurant Cookies Cream in Berlin[7]
- 2023: Drei Tocques im Gault Millau für das Restaurant Cookies Cream in Berlin[7]

Publikationen
- Mit Nina Ruge: Das Verjüngungs-Kochbuch. Gräfe uns Unzer, April 2022, ISBN 978-3-8338-8361-3.
- Mit Nina Ruge: Der Verjüngungs-Plan. Gräfe uns Unzer, April 2023, ISBN 978-3-8338-8942-4.